# Zbor deasupra unui cuib de cuci
Zbor deasupra unui cuib de cuci (în engleză One Flew over The Cuckoo's Nest) este un film american din 1975 regizat de Miloš Forman. Face parte din categoria filmelor independente, produse în afara studiourilor mari hollywoodiene, filme vizionare, o provocare față de convențiile cinematografice, abordând subiecte controversate și experimentând noi tehnici de imagine și de narațiune.
Filmul este o adaptare după romanul cu același nume al lui Ken Kesey, publicat în 1962. Filmul a fost primul care a câștigat premiul Oscar la cele mai importante cinci categorii (Cel mai Bun Film, Actor, Actriță, Regizor, Scenariu) de la It Happened One Night din 1934, performanță ce nu a mai fost atinsă până în 1991, la apariția filmului Tăcerea mieilor. Zbor deasupra unui cuib de cuci este numit adesea unul dintre cele mai bune filme din istoria cinematografiei Americane fiind clasat pe locul 105 în „Lista Celor mai Bune 500 de Filme ale Tuturor Timpurilor” stabilită de revista Empire.
A mai existat o versiune a romanului făcută pentru teatru în 1963, însă filmul nu folosește același scenariu cu cel al piesei de teatru.
Filmările au avut loc la spitalul din Salem, Oregon, unde se petrece și acțiunea romanului.

## Subiectul
Randle Patrick McMurphy (Jack Nicholson), un criminal recidivist ce are de ispășit o pedeapsă scurtă în închisoare pentru o acuzație de viol, este transferat într-un spital de boli mintale. El speră, astfel, să evite închisoarea și să-și petreacă restul pedepsei într-un mediu mult mai prielnic. Este cunoscut ca un tip cu multe antecedente și certuri cu oamenii legii însă nu dă nici un semn de vreo boală mintală. 
În spital, fiind pacient, McMurphy are de-a face cu asistenta șefă Ratched (Louise Fletcher), o persoană aparent calmă și binevoitoare ce se dovedește a fi un adevărat tiran. Aceasta își supune pacienții la nenumărate umilințe prin terapiile de grup pe care le organizează. McMurphy află că majoritatea pacienților se tem de asistenta Ratched și că încearcă mai mult să nu greșească în fața acesteia decât să se însănătoșească. McMurphy se împrietenește cu pacienții Billy Bibbit (Brad Dourif) - un tânăr timid, anxios și bâlbâit, "Căpetenia" Bromden (Will Sampson) - un indian tăcut și înalt de 2 m, Charles Cheswick (Sydney Lassick), Martini (Danny DeVito) și Dale Harding (William Redfield) - un pacient foarte bine educat. Crezut de toți pacienții și membrii spitalului ca fiind surdo-mut, Căpetenia este ignorată de toată lumea, însă este respectata datorită staturii sale impresionante. 
La început McMurphy îi pune la încercare răbdarea asistentei Ratched pentru a se amuza încercând de fapt să o facă pe acesta să-și piardă autoritatea față de el și de restul pacienților. Ratched refuză ca McMurphy să fie transferat la alt spital fiind convinsă că se poate descurca cu el. McMurphy joacă poker și face pariuri cu ceilalți pacienți amuzându-i totodată prin felul său de a fi. Pentru a sparge monotonia McMurphy dorește să schimbe orarul pacienților, însă are nevoie de voturile lor pentru a putea urmări Campionatul Mondial de baseball la televizor sau pentru a juca un meci de baschet împotriva oamenilor de ordine ai spitalului. Apoi pune pariu cu ceilalți pacienți că poate ridica o consolă hidroterapeutică însă nu reușește acest lucru iar starea sa de nervozitate se accentuează când află că asistenta Ratched îl poate ține în spital cât consideră ea de cuviință. McMurphy îi acuză pe pacienții voluntari de faptul că nu l-au înștiințat de acest lucru și l-au lăsat să o pună la încercare pe asistenta șefă. 
Pentru a destinde atmosfera, McMurphy organizează o partidă de pescuit împreună cu ceilalți pacienți, reușind să evadeze din spital, sărind gardul și furând un autobuz al școlii. Mac își aduce și o prietenă, Candy. Este singura scenă din film ce se petrece în afara spitalului. Mai târziu McMurphy, Șeful și Charlie Cheswick sunt reținuți pentru o bătaie avută cu oamenii de ordine. Cheswick este supus unei terapii cu electroșocuri în timp ce McMurphy și Șeful își așteaptă rândul pe o bancă. În acest timp, McMurphy îi oferă Șefului o gumă Juicy Fruit, la care Bromden îi răspunde cu „Mulțumesc” iar după ce McMurphy îi mai oferă o gumă, Șeful rostește "Ah, Juicy Fruit". McMurphy este șocat să afle că Șeful vorbește pentru prima dată de decenii întregi și află că și acesta urăște la fel de mult spitalul ca și el dar se dă surdo-mut pentru a nu atrage atenția asupra lui, spre deosebire de McMurphy care face exact opusul. Șeful devine confidentul lui McMurphy, iar acesta din urmă se gândește la un plan prin care el și Bromden să evadeze, însă nu-l poate convinge pe Șef să ridice consola hidroterapeutică cu care, eventual, să spargă geamul spitalului. După ce i se aplică o rundă de electroșocuri, McMurphy sosește în sala pacienților mimând că este catatonic însă începe să râdă văzând fețele speriate ale celorlalți pacienți, dându-le de înțeles că terapia cu electroșocuri nu a reușit să-l doboare.
Într-o seară, McMurphy se strecoară în biroul asistentei șefe și o cheamă pe Candy și pe încă o prietenă, Rose, la spital, spunându-le să aducă și băutură cu ele. Acestea reușesc să intre în spital după ce McMurphy îl mituiește pe supraveghetorul de noapte, Dl. Turkle (Scatman Crothers). Toți pacienții încep să bea în timp ce Billy flirtează cu Candy. McMurphy încearcă să-l convingă pe Billy să se culce cu Candy iar acesta acceptă cu greu. După ce Billy și Candy intră într-o cameră separată, restul pacienților, printre care și McMurphy și Șeful care plănuiseră să evadeze în acea noapte, adorm după ce se îmbată. 
Când asistenta Ratched ajunge la spital a doua zi dimineață, le ordonă oamenilor de ordine să încuie ferestrele și să-i spele pe pacienți. Billy este găsit dezbrăcat, în pat cu Candy. Când Ratched îl întreabă dacă îi este rușine pentru ce a făcut, Billy îi răspunde fără ezitare că nu. Ratched promite să îi spună mamei lui Billy ce a făcut acesta în spital. Billy se panichează și începe din nou să se bâlbâie iar după ce este dus în biroul doctorului, se sinucide tăindu-și gâtul. Ratched dă vina pe McMurphy pentru cele întâmplate iar acesta se enervează și încearcă să o sugrume. Ratched aproape moare însă unul dintre oamenii de ordine îi sare în ajutor îndepărtându-l, cu greu, pe McMurphy. 
După un timp sunt prezentați toți pacienții jucând cărți, însă de data aceasta fără McMurphy. Asistemnta Ratched încă se recuperează după atacul lui McMurphy și folosește un microfon pentru a putea fi auzită de pacienți.
Mai târziu în acea noapte, Șeful Bromden îl vede pe McMurphy întors în patul lui. Când Șeful se uită mai atent la McMurphy, acesta află șocat că lui McMurphy i s-a aplicat o lobotomie și își dă seama că Mac nu va mai fi niciodată un om normal întrucât pe fața sa nu se mai putea citi nimic. Vrând ca ceilalți pacienți să nu-l vadă pe McMurphy în halul în care este, Șeful îi pune lui Mac o pernă pe față și, astfel, îl sufocă. Șeful duce la bun sfârșit planul de evadare al lui McMurphy reușind să ridice consola hidroterapeutică și să spargă fereastra spitalului cu ajutorul ei. Șeful este văzut ultima dată de pacientul Max Taber (Christopher Lloyd) care imediat începe să strige de bucurie trezindu-i și pe restul pacienților.

## Distribuția
Kirk Douglas, care deținea drepturile de producție ale filmului, spera să îl joace chiar el pe McMurphy. Însă i-a oferit drepturile de producție fiului său Michael Douglas, care a decis că tatăl său este prea bătrân pentru acest rol. Ulterior Kirk a fost foarte supărat pe fiul său pentru acest incident. Inițial rolul i s-a oferit lui James Caan însă și Marlon Brando și Gene Hackman au fost luați în considerare. Conform spuselor regizorului de pe ultima Ediție Specială a DVD-ului, acesta ar fi dorit ca Burt Reynolds să joace în rolul principal. 
Rolul autoritarei Sore Ratched a fost refuzat de șase actrițe: Anne Bancroft, Colleen Dewhurst, Geraldine Page, Ellen Burstyn, Jane Fonda și Angela Lansbury. În final Louise Fletcher a acceptat să participe la casting cu numai o săptămână înainte de începerea filmărilor .
| Actor              | Rol                              |
| ------------------ | -------------------------------- |
| Jack Nicholson     | Randle Patrick McMurphy          |
| Louise Fletcher    | Sora Mildred "Big Nurse" Ratched |
| William Redfield   | Dale Harding                     |
| Brad Dourif        | Billy Bibbit                     |
| Sydney Lassick     | Charlie Cheswick                 |
| Will Sampson       | Șeful Bromden                    |
| Danny DeVito       | Martini                          |
| Christopher Lloyd  | Max Taber                        |
| Dean R. Brooks     | Dr. John Spivey                  |
| William Duell      | Jim Sefelt                       |
| Vincent Schiavelli | Frederickson                     |
| Nathan George      | Attendant Washington             |
| Scatman Crothers   | Turkle                           |
| Mews Small         | Candy                            |
| Louisa Moritz      | Rose                             |
| Mimi Sarkisian     | Asistenta Pilbow                 |

Filmul a marcat debutul lui Sampson, Dourif și Lloyd. A fost unul din primele filme ale lui DeVito. DeVito și Lloyd au jucat împreună câțiva ani mai târziu în serialul Taxi.

## Interpretarea titlului
Titlul derivă dintr-o rimă Americană pentru copii:
"...unu-o ia de-a dreptul , altul zboară șui
unul zboară peste cuibul cucului ."
În film titlul își pierde din semnificație deoarece în roman face parte dintr-o rimă pe care Șeful Bromden și-o amintește din copilărie. Acest detaliu nu a fost inclus în film, însă rima își găsește semnificația în finalul peliculei care se încheie cu moartea din diferite cauze a doi pacienți și cu un al treilea care reușește să evadeze din spital.

## Recepție
Filmul a primit, în general, recenzii pozitive din partea criticilor. Roger Ebert susținea că "'Zbor deasupra unui cuib de cuci"  al lui Milos Forman este un film atât de bun, în majoritatea părților lui, încât există o tentație de a trece cu vederea momentele mai puțin reușite din el." Mai târziu, Ebert va pune filmul în lista sa de "Filme Bune". A.D. Murphy de la Variety a scris,de asemenea, o recenzie cu bune și rele a peliculei . Filmul a câștigat un total de cinci Premii Oscar, printre care Cel mai Bun Actor pentru Jack Nicholson, Cea mai Bună Actriță pentru Louise Fletcher, Cea mai Bună Regie pentru Milos Forman, Cel mai Bun Film și Cel mai Bun Scenariu pentru Laurence Hauben și Bo Goldman. 
Astăzi filmul este considerat unul dintre cele mai bune filme americane. Ken Kesey, autorul romanului a declarat că nu i-a plăcut filmul, lucru dezvăluit și de autorul romanului Fight Club, Chuck Palahniuk: "Prima dată când am auzit această poveste a fost prin intermediul filmului cu Jack Nicholson. Un film de care Kensey mi-a spus odată că nu i-a plăcut". 
Filmul a rulat în cinematografele suedeze între 1975 și 1987 - doisprezece ani, ceea ce încă reprezintă un record. Când Milos Forman a aflat acest lucru, a declarat "Sunt foarte încântat de asta ... Este minunat".

## În cultura populară
Într-un episod din The Simpsons, Barney Gumble imită scena finală din film încercând să-l sufoce pe Homer care este spitalizat, apoi ia masca de chiuvetă, sparge fereastra cu ea după care evadează. Moe, barmanul, care este prezent, adaugă că Barney are neapărată nevoie de o prietenă. 
Într-un alt episod din The Simpsons, Homer este trimis într-un spital de boli mintale pentru că a purtat un tricou roz la serviciu. Acolo este introdus unui pacient numit Șeful care nu a vorbit din 1968.
În alt episod din The Simpsons, The Old Man and The C Student, există mai multe parodii la adresa filmului. Mai întâi un Indian, șef de trib, intră și iese din azil de mai multe ori aruncând cu o consolă hidroterapeutică în ferestrele acestuia. Apoi Bart merge cu bătrânii din azil într-o excursie pe o barcă pentru a se distra.
În serialul Spaced, în episodul "Mettle" sunt imitate personaje ca Billy, Șeful și Sora Ratched. Toate personajele bolnave mintal din film au rolurile unor poeți și scriitori în episodul din Spaced. Tim Samson, fiul lui Will Samson care l-a interpretat pe Șeful Bromden în film, joacă rolul Șefului în acest episod. 
În videoclipul cântecului "Basket Case" al trupei Green Day , basistul Mike Dirnt încearcă să spargă geamul unui spital de boli mintale aruncând cu un obiect spre el. 
În episodul "Insane in The Mainframe" al serialului Futurama, Bender și Fry sunt ținuți într-un spital de boli mintale pentru roboți unde există și o soră șefă robotică numită "Sora Ratchet". 
În videoclipul melodiei "Sunday Morning Call" al formației Oasis sunt imitate de asemenea unele scene din film.
Ultimele două episoade ale serialului The Golden Girls sunt intitulate "One Flew over The Cuckoo's Nest" (Părțile 1 și 2).

## Premii și distincții

### Premii Oscar
Zbor deasupra unui cuib de cuci a câștigat cele mai importante cinci premii Oscar la cea de-a 48-a ediție de decernare a premilor:
- Premiul Oscar pentru cel mai bun film - Michael Douglas , Saul Zaentz
- Premiul Oscar pentru cel mai bun regizor - Milos Forman
- Premiul Oscar pentru cel mai bun actor - Jack Nicholson
- Premiul Oscar pentru cea mai bună actriță - Louise Fletcher
- Premiul Oscar pentru cel mai bun scenariu adaptat - Laurence Hauben , Bo Goldman

Filmul a fost nominalizat la încă patru premii:
- Premiul Oscar pentru cel mai bun actor în rol secundar - Brad Dourif
- Premiul Oscar pentru cea mai bună cinematografie - Haskell Wexler , Bill Butler
- Premiul Oscar pentru cel mai bun montaj - Richard Chew , Lyzee Klingman , Sheldon Kahn
- Premiul Oscar pentru cea mai bună coloană sonoră - Jack Nitzsche

### Premii Globul de Aur
Filmul a câștigat la toate cele șase categorii la care a fost nominalizat:
- Premiul Globul de Aur pentru cel mai bun film (dramă)
- Premiul Globul de Aur pentru cel mai bun regizor - Milos Forman
- Premiul Globul de Aur pentru cel mai bun actor (dramă) - Jack Nicholson
- Premiul Globul de aur pentru cea mai bună actriță într-o dramă - Louise Fletcher
- Premiul Globul de aur pentru cel mai bun scenariu - Laurence Hauben , Bo Goldman
- Premiul Globul de aur pentru noul star al anului-actor - Brad Dourif

### Premii BAFTA
Filmul a câștigat 6 premii BAFTA:
- BAFTA pentru cel mai bun film
- BAFTA pentru cel mai bun regizor - Milos Forman
- BAFTA pentru cel mai bun actor - Jack Nicholson
- Premiul BAFTA pentru cea mai bună actriță într-un rol principal - Louise Fletcher
- BAFTA pentru cel mai bun actor în rol secundar - Brad Dourif
- BAFTA pentru cel mai bun montaj - Richard Chew , Lynzee Klingman , Sheldon Kahn

A fost nominalizat și la categoriile:
- BAFTA pentru cea mai bună cinematografie - Haskell Wexler , Bill Butler
- BAFTA pentru scenariu - Laurence Hauben , Bo Goldman

### Altele
Recunoaștere din partea Institutului American de Film
- 1998 — AFI's 100 Years... 100 Movies — #20
- 2003 — AFI's 100 Years... 100 Heroes and Villains:
  - Sora Ratched — Villain #5
- 2006 — AFI's 100 Years... 100 Cheers — #16
- 2007 — AFI's 100 Years... 100 Movies (10th Anniversary Edition) — #33